# 铁炉湖明清古街
明、清古街区，位于中国广东省惠州市桥东铁炉湖1至20号、和平直街11至127号，为惠州市的一个市、县级文物保护单位，类型为古建筑，公布时间为1990年。
明、清古街区的历史年代为明、清。